# Ian Burns
Ian Burns (født 10. februar 1957) er en dansk-skotsk skuespiller, sanger og tekstforfatter.
Burns er uddannet fra Manchester Polytechnical School of Theatre i 1979. Han flyttede til Danmark i 1990 og fik sin debut i dansk skuespil i 1992, da han medvirkede i Russian Pizza Blues. Han var i løbet af 1990'erne tilknyttet bl.a. Kafcafeen og Café Teatret, ligesom han har haft en rolle ved Folketeatret og Rialto.

## Filmografi
- Russian Pizza Blues (1992)
- Kun en pige (1995)
- Her i nærheden (2000)

### Tv-serier
- Alletiders julemand (1997)
- Absalons hemmelighed (2006)
- Livvagterne (2009)